# 악양초등학교
악양초등학교는 대한민국 경상남도 하동군 악양면 정서리에 있는 공립 초등학교이다.

## 학교 연혁
- 1922년 7월 17일 악양공립보통학교 개교
- 1926년 4월 1일 6년제 인가
- 1968년 10월 8일 2층 교실 준공
- 1981년 3월 5일 병설유치원 개원
- 1985년 3월 1일 특수학급 편성
- 1995년 1월 20일 급식소 설치
- 1996년 3월 1일 악양초등학교로 개칭
- 1998년 3월 1일 매계초등학교 본교 통합
- 1998년 4월 29일 구례 청천초등학교와 자매 결연
- 1999년 9월 1일 축지초등학교 본교 통합
- 2000년 9월 1일 제28대 서병갑 교장 부임
- 2000년 12월 16일 다목적 교실 준공(180m2)
- 2003년 2월 20일 제80회 졸업식(총 졸업생 6,951명)
- 2014. 09. 01 제32대 김병영 교장 취임
- 2017. 02. 16 제94회 졸업(19명), 졸업생 총수 7,284명

## 참고 자료
- 악양초등학교 - 한국교육학술정보원 학교알리미